# كورت سميث
كيرت سميث (من مواليد 24 يونيو 1961) هو مغني وكاتب أغاني وموسيقي ومنتج تسجيلات بريطاني، اشتهر بكونه المغني الرئيسي وعازف الجيتار والعضو المؤسس المشارك لفرقة البوب روك تيرز فور فيرز [الإنجليزية] مع صديق طفولته رولاند. أورزابال. شارك سميث في كتابة العديد من أغاني الفرقة، وكان المغني الرئيس في العديد من الأغاني الناجحة مثل: "Mad World"، و"Pale Shelter"، و"Change"، و"The Way You Are"، و"Everybody Wants to Rule the World".
بعد رحيله عن فرقة تيرز فور فيرز عام 1991، واصل سميث مسيرته المهنية منفردًا وأصدر في عام 1993 ألبومه الأول بعنوان Soul on Board. في المجمل، أصدر خمسة ألبومات وأسطوانة مطولة وشارك أيضًا في التمثيل. عاد مرة أخرى إلى فرقة تيرز فور فيرز عام 2000.

## النشأة
نشأ سميث في باث ، سومرست في إنجلترا ، وعاش في ملكية مجلس سنو هيل. التحق بمدرسة بيتشين كليف.

## المجموعات الموسيقية

### تخرجه
التقى سميث برولاند أورزابال عندما كانا مراهقين. شكلوا فرقة لأول مرة في سن المراهقة ، وعلم سميث نفسه العزف على الجيتار. أصدر Graduate ألبومهم الوحيد في الاستوديو عام 1980 ، وحقق نجاحًا طفيفًا في أوروبا. في هذا الوقت تقريبًا ، أصبح سميث وأورزابال أيضًا موسيقيين لفرقة نيون. كان من بين أعضاء الفرقة زميل بيت بيرن وروب فيشر ، الذي أصبح الثنائي Naked Eyes.

## روابط خارجية
- كورت سميث على موقع IMDb (الإنجليزية)
- كورت سميث على موقع ميوزك برينز (الإنجليزية)
- كورت سميث على موقع إن إن دي بي (الإنجليزية)
- كورت سميث على موقع أول ميوزيك (الإنجليزية)
- كورت سميث على موقع ديسكوغز (الإنجليزية)
- كورت سميث على موقع ديسكوغز (الإنجليزية)
- كورت سميث على موقع قاعدة بيانات الفيلم (الإنجليزية)